# Eerie número 73
El número 73 de "Eerie" se publicó en marzo de 1976, con el siguiente contenido:
- Portada de Ken Kelly
- Hunter II: Death Of The Phoenix, 8. p. Budd Lewis/Paul Neary
- The Freaks: Carnival At Midnight, 10 p. Budd Lewis/Leopold Sanchez
- Day Of The Vampire 1992: The Tombspawn Bill, 10 p. de Bill DuBay/Gonzalez Mayo
- It!: A Grave Terror Leads To Death!, 10 p. de Carl Wessler/Jose Gual
- "Viaje al agujero final" ("Voyage To The Final Hole"), segunda entrega de la serie Tales Of Peter Hypnos, 11 p. de Josep María Beà.